# (3223) Forsius
(3223) Forsius es un asteroide perteneciente al cinturón de asteroides, descubierto el 7 de septiembre de 1942 por Yrjö Väisälä desde el Observatorio de Iso-Heikkilä, en Turku, Finlandia.

## Designación y nombre
Designado provisionalmente como 1942 RN. Fue nombrado Forsius en honor al filósofo y astrónomo finlandés Sigfridus Aronus Forsius.